# Csige Lajos
Csige Lajos (Balmazújváros, 1852. augusztus 1. – Szombathely, 1926. március 1.) népszínmű- és operetténekes.

## Életútja
Csige József és Nagy Sára fiaként született, 1852. augusztus 4-én keresztelték. 1875. október 16-án lépett színpadra a Népszínházban, ahol mint kardalos kezdte pályáját. 1878-ban Lukácsy Sándor főrendező a Vereshajúban Sajgó Ferke szerepét osztotta rá, ettől kezdve már önálló szereplő lett. A legközelebbi Sárga csikó című népszínmű első szereposztásában ő játszotta Bogár Imrét, 52-szer egymásután. Innen 1879-ben vidékre ment. Játszott Lőcsén, Késmárkon, Kassán Lászy Vilmosnál, Kecskeméten, majd Aradon. A vidéken 22 évig működött. 1903-ban Budapestre került, majd a Magyar Színház és a Király Színház tagja lett. 1910-ben nyugalomba vonult, majd reaktiváltatta magát. 1911. július 1-én végleg nyugdíjazták.

## Családja
Első felesége Szabó Ilka drámai színésznő (aki előbb Hahnel Károly színházi karnagy neje volt). Második neje Török Mariska színésznő, akivel 1889 decemberében lépett házasságra Kolozsvárt (meghalt 1926. július 17-én Horgoson). Harmadik felesége Erdélyi (Malucha) Ilona volt, aki 1869. augusztus 17-én született Malucha Teréz leányaként Budapesten és 1901. október 10-én kötöttek házasságot Budapesten, a Terézvárosban (a menyasszony tanúja Erdélyi Ödön volt).
Gyermekei:
- Csige Erzsi (Csige Böske, előbb Turi Elemérné) hősnő, született 1880. október 10-én Aradon. 1895 augusztusában lépett színpadra Halmay Imrénél. 1904 szeptemberétől a Vígszínház tagja volt. Nyugdíjba ment 1926. július 1-én.
- Csige Ilonka naiva, született 1884. március 14-én Miskolcon, meghalt 1904 májusában Debrecenben.
- Csige Rózsi színésznő, született 1893. január 23-án. 1910–1912-ben színésznő volt.

## Fontosabb szerepei
- Hannibal (Lecocq: Kisasszony feleségem)
- Kósza Gyurka (Csepreghy Ferenc: Piros bugyelláris)

## Működési adatai
1879: Veress, Bénye; 1880: Aradi Gerő; 1881: Sztupa Andor; 1882: Bogyó Alajos; 1883: Gerőfy Jakab; 1885: Csóka Sándor; 1886: Bács Károly; 1887: Rakodczay Pál; 1888: Bokodyné; 1889: Miklósy Gyula; 1890: ifj. Károlyi; 1891: Balogh Árpád; 1892: Bárdi Lajos; Veszprémi Jenő; 1893: Monori Sándor; 1894–96: Szalkay Lajos; 1896: Halmai Imre; 1897: Nagy Dezső; 1898: Kovács Sándor; Fekete Béla; 1899: Bácskay György; 1899–1901: Szabadhegyi.